# Antonio Burgos Caballero
Antonio Burgos Caballero (Sevilla, 27 de noviembre de 2000) es un baloncestista español  que se desempeña como ala-pívot en el CB Morón de la Primera FEB.

## Trayectoria
Es un jugador formado en las categorías inferiores del CN Sevilla hasta 2017 cuando firmaría con UCAM Murcia CB con apenas 17 años en los que debutaría con su equipo filial en Liga EBA. Tras tres temporadas en el filial universitario, en la temporada 2020-21 firma por el Club Polideportivo La Roda de la Liga LEB Plata.
En la temporada 2021-22, firma por el CB Morón de la Liga LEB Plata. 
En la temporada 2022-23, firma por el CB Benicarló de la Liga LEB Plata. 
El 15 de julio de 2023, firma por el Albacete Basket de la Liga LEB Plata. 
El 29 de enero de 2025, regresa al CB Morón de la Primera FEB. 